# The Winner Is …
The Winner Is … (engl. für „Der Gewinner ist …“) ist eine deutsch-niederländische Talent-Game-Show, die vom 11. April bis 25. Mai 2012 von dem Fernsehsender Sat.1 ausgestrahlt wurde. Sie basiert auf einer Idee von John de Mol. Die deutsche Ausgabe wurde von Talpa und Schwartzkopff TV-Productions produziert.

## Konzept
64 Music-Acts aus acht verschiedenen Kategorien treten in K.-o.-Battles gegeneinander an. Die Entscheidung, wer weiterkommt, trifft eine 101-köpfige Zuschauerjury, deren Vorsitz Mousse T. hat. Die Kandidaten können im Anschluss ihre Leistung einschätzen und mit dem anderen Kandidaten um einen Geldgewinn spielen. Nach Beratung mit Familienmitgliedern bzw. Freunden kann entweder einer von ihnen das Geld nehmen oder beide die „Alles-oder-Nichts“-Entscheidung wählen, bei der dann die Jury entscheidet. In jedem Battle steigt die mögliche Gewinnsumme. Während sie zu Beginn noch bei 5000 Euro pro Battle liegt, treten im Finale die jeweiligen Sieger der acht Kategorien gegeneinander im Wettstreit um eine Million Euro an. Hierbei wird auch ein Zuschauervoting miteinbezogen.

## Ablauf
Für die Teilnahme konnte man sich vom 6. bis 17. Dezember 2011 bewerben. Es gewann die in Köln lebende Jazz-Sängerin Onita Boone.

### Kategorien
|            | Kinder                                     | Professionals                                                                             | Solokünstler weiblich                | Solokünstler männlich                | Teenager                                          | Familien     | 40+                                      | Gruppen      |
| ---------- | ------------------------------------------ | ----------------------------------------------------------------------------------------- | ------------------------------------ | ------------------------------------ | ------------------------------------------------- | ------------ | ---------------------------------------- | ------------ |
| Definition | Mädchen oder Jungen im Alter bis 13 Jahren | Künstler mit mindestens einem Top-Ten-Hit in Deutschland als Solist oder als Bandmitglied | Frauen im Alter von 18 bis 39 Jahren | Männer im Alter von 18 bis 39 Jahren | Mädchen oder Jungen im Alter von 14 bis 17 Jahren | (siehe oben) | Frauen oder Männer im Alter ab 40 Jahren | (siehe oben) |

### Die K.-o.-Battles
Show 1
| Kinder     | Professionals      | Solokünstler weiblich | Solokünstler männlich | Teenager           | Familien                 | 40+               | Gruppen                |
| ---------- | ------------------ | --------------------- | --------------------- | ------------------ | ------------------------ | ----------------- | ---------------------- |
| Laura (27) | George McCrae (80) | Jenna Jacob (57)      | Fabrizio Levita (64)  | Jamal (48)*        | Jan und Josef (55)       | Rainer Garden (3) | Bärbel und Trevor (56) |
| Joli (74)  | Ela Paul (21)      | Kimia Scarlett (44)   | Daniel Muñoz (37)     | Gina Christin (53) | Shemsi und Violeta (46)* | Terri B! (98)     | Girl Talk Talk (45)    |

Show 2
| Kinder         | Professionals       | Solokünstler weiblich | Solokünstler männlich | Teenager      | Familien          | 40+               | Gruppen                   |
| -------------- | ------------------- | --------------------- | --------------------- | ------------- | ----------------- | ----------------- | ------------------------- |
| Terry-Joe (50) | Lucy Diakovska (31) | Linda Teodosiu (79)   | Chris Schummert (15)* | Henry (94)    | Maas Attack (37)  | Peter Bendel (12) | Sebastian & the Bean (24) |
| Jessica (51)   | Dante Thomas (70)   | Jennifer Hans (22)    | Ron Jackson (86)      | Dominique (7) | The Whitneys (64) | Vido Jelashe (89) | American Divas (77)       |

Show 3
| Kinder               | Professionals        | Solokünstler weiblich | Solokünstler männlich | Teenager             | Familien          | 40+                           | Gruppen                 |
| -------------------- | -------------------- | --------------------- | --------------------- | -------------------- | ----------------- | ----------------------------- | ----------------------- |
| Nils (36)*           | Nevio (82)           | Wanja Janeva (31)     | Till Krecklow (6)*    | Jenifer Brening (82) | Familie Hain (75) | Benjamin Stürzenhofecker (49) | Mikey and Fanel (19)*   |
| Sandro Brehorst (65) | Benjamin Boyce (19)* | Annika Röken (70)     | Sven Kompass (95)     | Bianca Heindl (19)   | Familie Orta (26) | Onita Boone (52)              | Joe Cocker Tribute (82) |

Show 4
| Kinder      | Professionals        | Solokünstler weiblich  | Solokünstler männlich | Teenager              | Familien      | 40+                 | Gruppen             |
| ----------- | -------------------- | ---------------------- | --------------------- | --------------------- | ------------- | ------------------- | ------------------- |
| Chiara (28) | Cristobal (66)       | Tina van Wickeren (68) | Dominik Dlask (78)    | Valerie Eickhoff (92) | Elben (57)    | Cornelia Hanus (87) | Nica and Marco (76) |
| Tayra (73)  | Sascha & Tialda (35) | Anja Backus (33)       | Georg Randel (23)*    | Bianca (9)*           | B-Voices (44) | Anja Lerch (14)     | Anita und Caro (25) |

Nach Juryentscheid weitergekommen
Durch Deal das Battlegegners weitergekommen
Ausgeschieden
* = Kandidat/en nahm/en die Gewinnsumme in Höhe von 5000 Euro an und der Gegner kam unabhängig vom Juryentscheid in die nächste Runde
Werte in Klammern = Jurywertungen

### Viertelfinale
Show 5 (1. Viertelfinale)
| Kinder     | Professionals      | Solokünstler weiblich | Solokünstler männlich | Teenager           | Familien            | 40+                 | Gruppen                 |
| ---------- | ------------------ | --------------------- | --------------------- | ------------------ | ------------------- | ------------------- | ----------------------- |
| Joli (26)  | Nevio (58)         | Linda Teodosiu (75)   | Ron Jackson (33)      | Gina Christin (8)* | Jan und Josef (35)* | Cordelia Hanus (4)* | American Divas (50)     |
| Tayra (75) | George McCrae (43) | Annika Röken (26)*    | Dominik Dlask (68)    | Henry (94)         | Familie Hain (66)   | Onita Boone (97)    | Joe Cocker Tribute (51) |

Show 6 (2. Viertelfinale)
Der Deal von Valerie war der einzige Deal der gesamten Show, bei dem ein Kandidat ohne den Deal weitergekommen wäre.
| Kinder               | Professionals      | Solokünstler weiblich  | Solokünstler männlich | Teenager               | Familien          | 40+               | Gruppen                |
| -------------------- | ------------------ | ---------------------- | --------------------- | ---------------------- | ----------------- | ----------------- | ---------------------- |
| Jessica (19)         | Cristobal (85)     | Jenna Jacob (18)       | Fabrizio Levita (14)* | Valerie Eickhoff (74)* | The Whitneys (30) | Terri B! (19)     | Nica and Marco (5)     |
| Sandro Brehorst (82) | Dante Thomas (16)* | Tina van Wickeren (83) | Sven Kompass (87)     | Jenifer Brening (27)   | Elben (71)        | Vido Jelashe (82) | Bärbel und Trevor (96) |

Nach Juryentscheid weitergekommen
Durch Deal das Battlegegners weitergekommen
Ausgeschieden
* = Kandidat/en nahm/en die Gewinnsumme in Höhe von 10.000 Euro an und der Gegner kam unabhängig vom Juryentscheid in die nächste Runde
Werte in Klammern = Jurywertungen

### Halbfinale
Das Halbfinale fand am 18. Mai 2012 statt. Die Höhe der Summe bei der Entscheidung für einen Deal betrug 20.000 Euro.
| Kinder               | Professionals  | Solokünstler weiblich   | Solokünstler männlich | Teenager             | Familien          | 40+                | Gruppen                 |
| -------------------- | -------------- | ----------------------- | --------------------- | -------------------- | ----------------- | ------------------ | ----------------------- |
| Tayra (30)*          | Nevio (61)     | Linda Teodosiu (87)     | Dominik Dlask (15)    | Henry Hoppe (46)     | Familie Hain (72) | Onita Boone (85)   | Joe Cocker Tribute (37) |
| Sandro Brehorst (71) | Cristobal (40) | Tina van Wickeren (14)* | Sven Kompass (86)     | Jenifer Brening (55) | Elben (29)*       | Vido Jelashe (16)* | Bärbel und Trevor (64)  |

Nach Juryentscheid weitergekommen
Durch Deal das Battlegegners weitergekommen
Ausgeschieden
* = Kandidat/en nahm/en die Gewinnsumme in Höhe von 20.000 Euro an und der Gegner kam unabhängig vom Juryentscheid in die nächste Runde
Werte in Klammern = Jurywertungen

### Finale
Die Finalsendung fand am 25. Mai 2012 statt. Gewinnerin ist die Gospelsängerin Onita Boone aus der Kategorie 40+.
| Sven Kompass (48) | Nevio (28)*            | Linda Teodosiu (41) | Sandro Brehorst (10)* | Familie Hain (61)      | Onita Boone (56)       | Familie Hain (50+22)*** |
| Familie Hain (53) | Bärbel und Trevor (73) | Onita Boone (60)    | Jenifer Brening (91)  | Bärbel und Trevor (40) | Jenifer Brening (45)** | Onita Boone (50+79)     |

Nach Juryentscheid weitergekommen
Durch Deal das Battlegegners weitergekommen
Ausgeschieden
* = Kandidat nahm die Gewinnsumme in Höhe von 25.000 Euro an und der Gegner kam unabhängig vom Juryentscheid in die nächste Runde
** = Jenifer Brening nahm die Gewinnsumme in Höhe von 50.000 Euro an und Onita Boone kam unabhängig vom Juryentscheid in die nächste Runde
*** = Familie Hain nahm die Gewinnsumme in Höhe von 100.000 Euro an. Durch den Deal hatte Onita Boone in diesem finalen Duell aber noch nicht gewonnen. Die Kombination von Zuschauervoting (100 Stimmen) und Juryentscheid (101 Stimmen) entschied für den Sieg Boones.
Werte in Klammern = Jurywertungen

## Quoten
| Sendung | Datum              | Zuschauer | Zuschauer       | Marktanteil | Marktanteil     |
| Sendung | Datum              | Gesamt    | 14 bis 49 Jahre | Gesamt      | 14 bis 49 Jahre |
| ------- | ------------------ | --------- | --------------- | ----------- | --------------- |
| 01      | Mi, 11. April 2012 | 1,64 Mio. | 0,99 Mio.       | 5,1 %       | 7,8 %           |
| 02      | Fr, 13. April 2012 | 1,64 Mio. | 0,97 Mio.       | 5,4 %       | 9,1 %           |
| 03      | Fr, 20. April 2012 | 1,67 Mio. | 0,97 Mio.       | 5,5 %       | 9,0 %           |
| 04      | Fr, 27. April 2012 | 1,63 Mio. | 0,90 Mio.       | 5,7 %       | 9,2 %           |
| 05      | Fr, 4. Mai 2012    | 1,86 Mio. | 1,03 Mio.       | 6,7 %       | 10,4 %          |
| 06      | Fr, 11. Mai 2012   | 1,58 Mio. | 0,93 Mio.       | 5,7 %       | 9,3 %           |
| 07      | Fr, 18. Mai 2012   | 1,51 Mio. | 0,86 Mio.       | 5,3 %       | 8,6 %           |
| 08      | Fr, 25. Mai 2012   | 1,72 Mio. | 0,90 Mio.       | 7,1 %       | 10,5 %          |